# VI. Rajmund toulouse-i gróf

Languedoc címere

VI. Rajmund (Saint-Gilles (Gard), 1156. október 27. – Toulouse, 1222. augusztus 2.) Melgueil és Toulouse grófja, Provence márkija, a katharok elleni keresztes háború egyik főszereplője volt.
Egyes kutatók szerint a helyi bencések által összeállított genealógia, mely a Histoire Générale du Languedoc (Languedoc általános története) című kötetben szerepel, helytelenül számozza VI-nak Rajmundot. Az elmélet szerint két hasonló nevű gróf kihagyása miatt valójában nyolcadikként lett Toulouse ura e néven.
Rajmund V. Rajmund toulouse-i gróf és Constance, VI. Lajos lányának elsőszülött gyermeke volt. Melgeuil-t 1173-ban nyerte el, amikor feleségül vette Ermessende Pelet-t, az örökösnőt, majd atyjától 1194-ben szállt rá a toulouse-i és provence-i tartomány. Amint tehette, békét kötött II. Alfonz aragóniai királlyal és közös hűbéresükkel, Raimond-Roger Trencavel-lel (ez utóbbi Albi és Béziers vikomtjaként Toulouse, Carcassonne és Razès vikomtjaként viszont Barcelona grófja, azaz II. Alfonz hűbérese volt). Rajmund 1176-ban nőül vett második felesége Béatrice de Béziers, Trencavel nagynénje volt, akitől 1189-ben elvált. Egyetlen lányuk, Constance később VII. Sancho navarrai király felesége lett. Béatrice utóbb az albigensek között „tökéletes” lett.
III. Ince pápa legátusa, az albigensek ellen küzdő, később boldoggá avatott ciszterci Pierre de Castelnau 1208. január 15-én Rajmund birtokain vesztette életét egy merényletben, ami okot adott a pápának a gróf kiközösítésére, és az albigens keresztes hadjárat meghirdetésére. Rajmund azonnal jelezte békés szándékait, így annak fejében, hogy 1209. június 18-án szülővárosában nyilvánosan megalázkodott a keresztes hadat vezető Arnaud Amaury cîteaux-i apát és pápai legátus előtt, földjeit megkímélték.
Nem így Trencavelt, akit bebörtönöztek, birtokait pedig Simon de Montfort, Leicester 5. grófja vette át. Rokona halála hatására Rajmund tábort váltott, mire az 1211-es montpellier-i zsinat kiközösítette, és a túlerő elől kénytelen volt az Angol Királyságba menekülni egykori sógorához, Földnélküli Jánoshoz. (János húga, Johanna 1197 és 1199 között volt Rajmund negyedik felesége, akinek Quercy-t és Agenais-t vitte hozományul.)
1213. január 27-én II. Péter aragóniai királynak esküdött hűséget, de a szövetség már abban az évben felbomlott, miután a szeptember 12-i muret-i csata során a Toulouse grófságát magának megkaparintó Montfort seregei szétverték az aragón hadakat, és még Péter is odaveszett az ütközetben.
1215 novemberében Rajmund és fia, a későbbi gróf a negyedik lateráni zsinaton követelte vissza jussát Rómában hű szövetségesükkel, Raymond-Roger de Foix-val, ám hiába: a zsinat Simon de Montfort-t erősítette meg grófi címében. 
Az elűzött uraság 1216-ban Aragóniába ment, hogy szövetségest keressen, eközben fia, VII. Rajmund toulouse-i gróf partra szállt Marseille-ben, augusztus 24-én bevette Beaucaire-t, majd 1217. szeptember 12-én magát Toulouse-t. Montfort azonnal megkezdte hajdani székvárosának ostromát, ám 1218. június 25-én életét vesztette a harcokban. Fia, VI. Amaury de Montfort nem tudta megállítani Rajmund és fia aragónok és katalánok által segített visszatérését, ezért inkább 1224-ben a királyra ruházta névleges grófi jogait. Az 1222-ben meghalt VI. Rajmund már nem érte meg a helyzet végleges rendezését, amelyre 1229-ben került sor.

## Házasságok és utódok
Rajmund első feleségét 1173-ban vette el, ám Ermessende anélkül halt meg 1176-ban, hogy gyermeket szült volna második férjének. A gróf következő választottja Béatrice de Béziers lett, akitől 1189-ben vált el. Egyetlen gyermekük született, Constance, későbbi navarrai királyné.
1197-ben Rajmund az angol királyi házba nősült be, de a durva bánásmód miatt felesége terhesen elmenekült tőle 1199-ben, miután egy gyermeket (a későbbi VII. Rajmundot) szült meg számára. Johanna és az újszülött ugyanebben az évben belehalt a szülésbe.
1200-ban Komnénosz Izsák ismeretlen nevű leányával, de már 1202-ben elváltak.
Rajmund utolsó felesége pedig II. Alfonz aragóniai király és III. Sancho kasztíliai király lánya, Leonor volt. Gyermekeikről nem tudunk.